# Deadwood (tv-serie)
 For alternative betydninger, se Deadwood. (Se også artikler, som begynder med Deadwood)
Deadwood er navnet på en amerikansk tv-serie, der tager udgangspunkt i byen Deadwood i South Dakota, USA.
Tiden er 1870'erne, hvor byen Deadwood bliver grundlagt 1876 i forbindelse med fund af guld i Black Hills. Berømte personer fra datiden som Wild Bill Hickok og Calamity Jane indgår i serien, som naturligvis også har opfundne personer.
Helt usædvanligt er sproget groft og fyldt med besværgelser, hvilket formentlig også har været tilfældet i datidens lovløse samfund. Historisk spiller det også ind, at oberstløjtnant George Armstrong Custer – der opdagede herlighederne i Black Hills – inden for samme tidsrum lider sit nederlag i Slaget ved Little Bighorn. De oprindelige amerikaneres rettigheder lod man hånt om i kampen om guldet.
Serien har vundet priser, bl.a. Emmy og Golden Globe og produceres af David Milch. Den udgives af HBO og har været sendt på DR2 i 2011.